# Natação nos Jogos Europeus de 2015 - 100 m costas feminino
A competição dos 100 metros costas feminino foi um dos eventos da natação nos Jogos Europeus de 2015, em Baku, no Azerbaijão. Foi disputada no Centro Aquático de Baku nos dias 26 e 27 de junho.

## Calendário
Horário de verão do Azerbaijão (UTC+5).
| Data        | Horário | Fase         |
| ----------- | ------- | ------------ |
| 26 de junho | 09:51   | Eliminatória |
| 26 de junho | 17:44   | Semifinal    |
| 27 de junho | 17:52   | Final        |

## Medalhistas
| Ouro   | RUS Polina Egorova |
| Prata  | RUS Maria Kameneva |
| Bronze | FRA Pauline Mahieu |

## Recordes
Antes desta competição, os recordes mundiais e dos jogos europeus dessa prova eram os seguintes:
| Tipo                       | Atleta              | Tempo | Local | Data                |
| -------------------------- | ------------------- | ----- | ----- | ------------------- |
|                            | GBR Gemma Spofforth | 58s12 | Roma  | 28 de julho de 2009 |
| Recorde dos Jogos Europeus | Não estabelecido    | –     |       |                     |

Os seguintes recordes mundiais ou dos jogos europeus foram estabelecidos durante esta competição:
| Data        | Evento | Nome           | Nacionalidade | Tempo   | Notas                      |
| ----------- | ------ | -------------- | ------------- | ------- | -------------------------- |
| 27 de junho | Final  | Polina Egorova | Rússia        | 1:01.19 | Recorde dos Jogos Europeus |

## Resultados

### Eliminatórias
A eliminatória foi realizada no dia 26 de junho. 
| Pos. | Bateria | Raia | Nadadora                 | Nacionalidade            | Tempo   | Notas |
| ---- | ------- | ---- | ------------------------ | ------------------------ | ------- | ----- |
| 1    | 5       | 4    | Maria Kameneva           | RUS Rússia               | 1:01.86 | Q,    |
| 2    | 4       | 4    | Polina Egorova           | RUS Rússia               | 1:02.10 | Q     |
| 3    | 3       | 4    | Pauline Mahieu           | FRA França               | 1:02.41 | Q     |
| 4    | 5       | 5    | Maryna Kolesnykova       | UKR Ucrânia              | 1:02.59 | Q     |
| 5    | 4       | 2    | Martina Rossi            | ITA Itália               | 1:03.43 | Q     |
| 6    | 4       | 3    | Iris Tjonk               | NED Países Baixos        | 1:03.68 | Q     |
| 7    | 5       | 3    | Caroline Pilhatsch       | AUT Áustria              | 1:03.91 | Q     |
| 7    | 5       | 6    | Dalma Matyasovszky       | HUN Hungria              | 1:03.91 | Q     |
| 9    | 5       | 7    | Boyana Tomova            | BUL Bulgária             | 1:04.31 | Q     |
| 10   | 4       | 6    | Tania Quaglieri          | ITA Itália               | 1:04.42 | Q     |
| 11   | 3       | 5    | Rebecca Sherwin          | GBR Grã-Bretanha         | 1:04.48 | Q     |
| 12   | 3       | 3    | Giulia Ramatelli         | ITA Itália               | 1:04.58 |       |
| 13   | 3       | 7    | Lia Neubert              | GER Alemanha             | 1:04.61 | Q     |
| 14   | 4       | 7    | Jana Augenstein          | GER Alemanha             | 1:04.78 | Q     |
| 15   | 3       | 1    | Dorottya Dobos           | HUN Hungria              | 1:04.80 | Q     |
| 16   | 3       | 2    | Victoria Bierre          | DEN Dinamarca            | 1:04.85 | Q     |
| 17   | 5       | 1    | Ioanna Sacha             | GRE Grécia               | 1:05.09 | Q     |
| 18   | 2       | 5    | Margaryta Bokan          | UKR Ucrânia              | 1:05.28 |       |
| 19   | 3       | 8    | Gabriela Bernat          | POL Polônia              | 1:05.34 |       |
| 20   | 4       | 5    | Martina Menotti          | ITA Itália               | 1:05.35 |       |
| 21   | 3       | 6    | Danielle Hill            | IRL Irlanda              | 1:05.49 |       |
| 22   | 5       | 0    | Vladyslava Maznytska     | UKR Ucrânia              | 1:05.64 |       |
| 23   | 2       | 4    | Or Tamir                 | ISR Israel               | 1:05.90 |       |
| 24   | 4       | 9    | Eline van den Bossche    | LUX Luxemburgo           | 1:06.11 |       |
| 25   | 4       | 8    | Iseult Hayes             | IRL Irlanda              | 1:06.18 |       |
| 26   | 3       | 0    | Sara Rashid Taghipour    | AUT Áustria              | 1:06.20 |       |
| 27   | 5       | 8    | Arina Baikova            | LAT Letônia              | 1:06.36 |       |
| 28   | 2       | 3    | Melek Ayarci             | FIN Finlândia            | 1:06.40 |       |
| 29   | 2       | 6    | Michaela Trnková         | CZE Chéquia              | 1:06.42 |       |
| 30   | 5       | 9    | Meda Kulbačiauskaitė     | LTU Lituânia             | 1:06.72 |       |
| 31   | 2       | 2    | Signhild Joensen         | FRO Ilhas Faroé          | 1:06.90 |       |
| 32   | 4       | 0    | Eveliina Kallio          | FIN Finlândia            | 1:07.08 |       |
| 33   | 3       | 9    | Darya Douhal             | BLR Bielorrússia         | 1:07.20 |       |
| 34   | 5       | 2    | Ava Schollmayer          | SLO Eslovênia            | 1:07.99 |       |
| 35   | 2       | 7    | Maria Bjarnastein Antoft | FRO Ilhas Faroé          | 1:08.80 |       |
| 36   | 1       | 4    | Diana Petkova            | BUL Bulgária             | 1:09.11 |       |
| 37   | 2       | 0    | Lamija Medošević         | BIH Bósnia e Herzegovina | 1:09.95 |       |
| 38   | 2       | 1    | Yuliya Stisyuk           | AZE Azerbaijão           | 1:10.50 |       |
| 39   | 2       | 8    | Tetiana Kudako           | UKR Ucrânia              | 1:12.07 |       |
| 40   | 1       | 5    | Flaka Pruthi             | KOS Kosovo               | 1:14.13 |       |
| 41   | 1       | 3    | Jana Serafimovska        | MKD Macedônia do Norte   | 1:15.32 |       |
| 42   | 4       | 1    | Lova Andersson           | SWE Suécia               | DNS     |       |

### Semifinal
A semifinal foi realizada no dia 26 de junho.

#### Semifinal 1
| Pos. | Raia | Nadadora           | Nacionalidade     | Tempo   | Notas |
| ---- | ---- | ------------------ | ----------------- | ------- | ----- |
| 1    | 4    | Polina Egorova     | RUS Rússia        | 1:01.97 | Q     |
| 2    | 5    | Maryna Kolesnykova | UKR Ucrânia       | 1:02.34 | Q     |
| 3    | 3    | Iris Tjonk         | NED Países Baixos | 1:03.00 | q     |
| 4    | 2    | Tania Quaglieri    | ITA Itália        | 1:03.25 | q     |
| 5    | 6    | Dalma Matyasovszky | HUN Hungria       | 1:03.36 | q     |
| 6    | 7    | Lia Neubert        | GER Alemanha      | 1:04.42 |       |
| 7    | 8    | Ioanna Sacha       | GRE Grécia        | 1:04.73 |       |
| 8    | 1    | Dorottya Dobos     | HUN Hungria       | 1:04.76 |       |

#### Semifinal 2
| Pos. | Raia | Nadadora           | Nacionalidade    | Tempo   | Notas |
| ---- | ---- | ------------------ | ---------------- | ------- | ----- |
| 1    | 4    | Maria Kameneva     | RUS Rússia       | 1:01.57 | Q,    |
| 2    | 3    | Pauline Mahieu     | FRA França       | 1:02.07 | Q     |
| 3    | 2    | Martina Rossi      | ITA Itália       | 1:03.62 | q     |
| 4    | 6    | Caroline Pilhatsch | AUT Áustria      | 1:03.83 |       |
| 5    | 5    | Boyana Tomova      | BUL Bulgária     | 1:03.98 |       |
| 6    | 7    | Rebecca Sherwin    | GBR Grã-Bretanha | 1:04.56 |       |
| 7    | 1    | Jana Augenstein    | GER Alemanha     | 1:04.57 |       |
| 8    | 8    | Victoria Bierre    | DEN Dinamarca    | 1:04.65 |       |

### Final
A final foi realizada no dia 27 de junho.
| Pos.              | Raia | Nadadora           | Nacionalidade     | Tempo   | Notas                      |
| ----------------- | ---- | ------------------ | ----------------- | ------- | -------------------------- |
| Medalha de ouro   | 5    | Polina Egorova     | RUS Rússia        | 1:01.19 | Recorde dos Jogos Europeus |
| Medalha de prata  | 4    | Maria Kameneva     | RUS Rússia        | 1:01.23 |                            |
| Medalha de bronze | 3    | Pauline Mahieu     | FRA França        | 1:01.34 |                            |
| 4                 | 6    | Maryna Kolesnykova | UKR Ucrânia       | 1:02.25 |                            |
| 5                 | 1    | Dalma Matyasovszky | HUN Hungria       | 1:03.12 |                            |
| 6                 | 8    | Martina Rossi      | ITA Itália        | 1:03.14 |                            |
| 7                 | 7    | Tania Quaglieri    | ITA Itália        | 1:03.62 |                            |
| 8                 | 2    | Iris Tjonk         | NED Países Baixos | 1:03.84 |                            |

Legenda
| Recorde mundial            | Recorde mundial (World record)                     |                       | Recorde africano                      | Recorde africano (African) |                                           | Q | Classificado por posição (Qualified) |
| Recorde dos Jogos Europeus | Recorde dos Jogos Europeus (European Games record) | Recorde da América    | Recorde da América (Americas)         | q                          | Classificado por melhor tempo (Qualified) |   |                                      |
| Melhor marca do ano        | Melhor marca do ano (World leading)                | Recorde asiático      | Recorde asiático (Asian)              | DNS                        | Não largou (Did not start)                |   |                                      |
| Recorde nacional           | Recorde nacional (National record)                 | Recorde europeu       | Recorde europeu (European)            | DNF                        | Não terminou (Did not finish)             |   |                                      |
| Recorde pessoal            | Recorde pessoal do atleta (Personal best)          | Recorde da Oceania    | Recorde da Oceania (Oceania)          | DSQ / DQ                   | Desclassificado (Disqualified)            |   |                                      |
| Recorde da temporada       | Recorde da temporada do atleta (Season best)       | Recorde sul-americano | Recorde sul-americano (South America) | NM                         | Sem marca (No mark)                       |   |                                      |